# Sambalpur (distrikt)
Sambalpur är ett distrikt i Indien.   Det ligger i delstaten Odisha, i den centrala delen av landet, 1 000 km sydost om huvudstaden New Delhi. Antalet invånare är 1 041 099. Arean är 6 702 kvadratkilometer. Sambalpur gränsar till Jharsuguda.
Terrängen i Sambalpur är kuperad norrut, men söderut är den platt.
Följande samhällen finns i Sambalpur:
- Sambalpur
- Burla
- Hīrākūd
- Kochinda
- Rengāli
- Lapanga